# Lachenalia mathewsii
Lachenalia mathewsii är en sparrisväxtart som beskrevs av Winsome Fanny 'Buddy' Barker. Lachenalia mathewsii ingår i släktet Lachenalia och familjen sparrisväxter. Inga underarter finns listade i Catalogue of Life.

## Bildgalleri

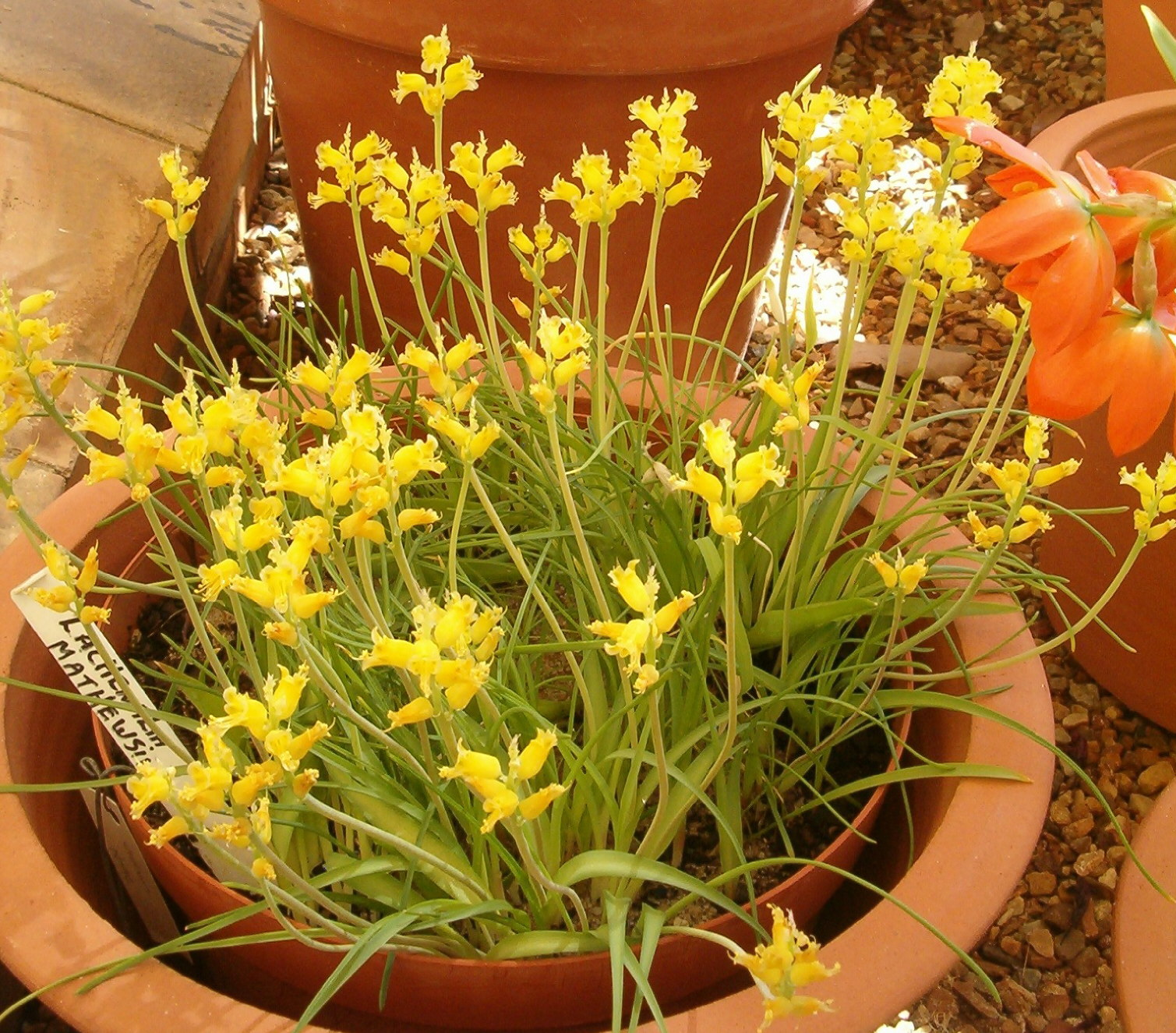
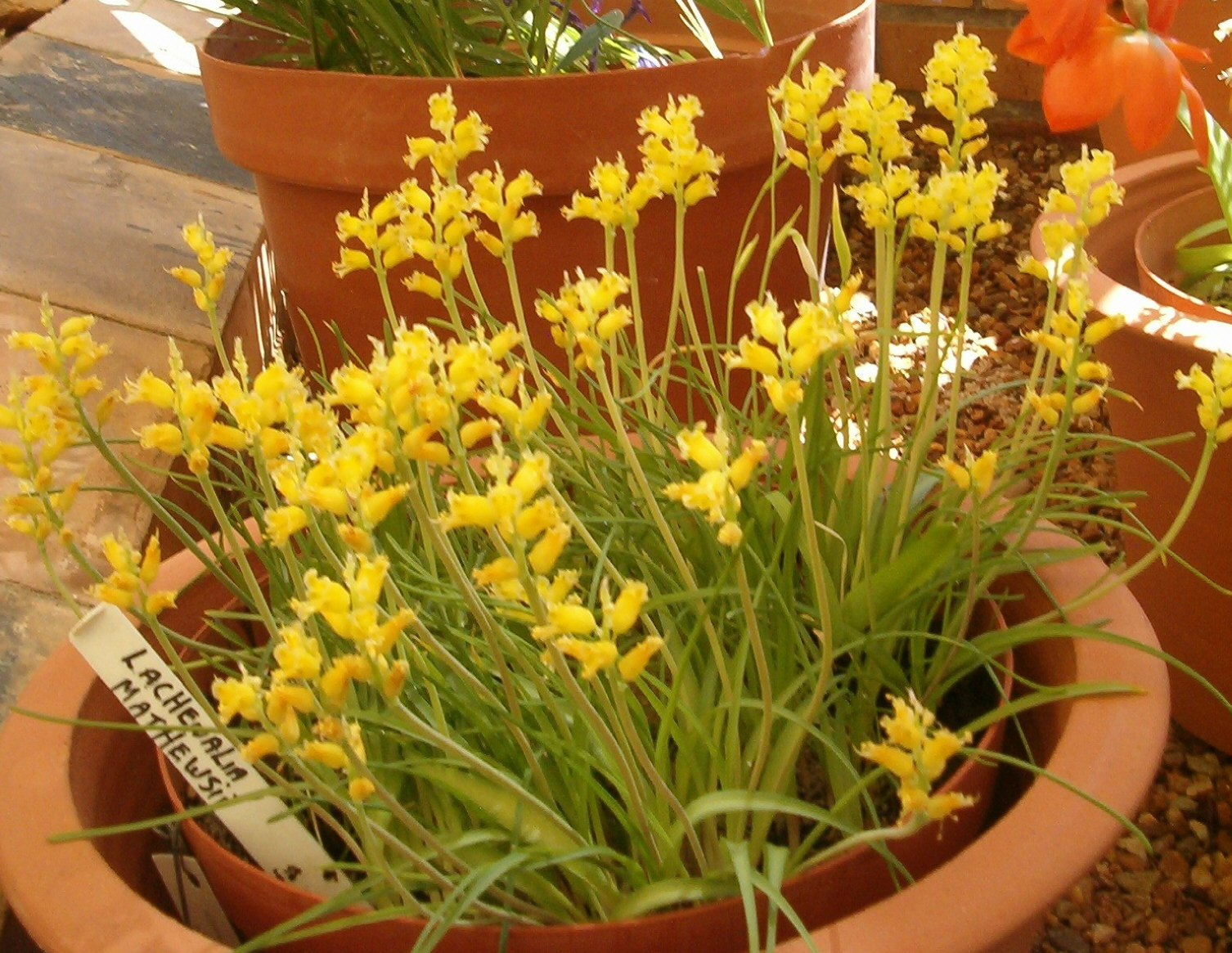
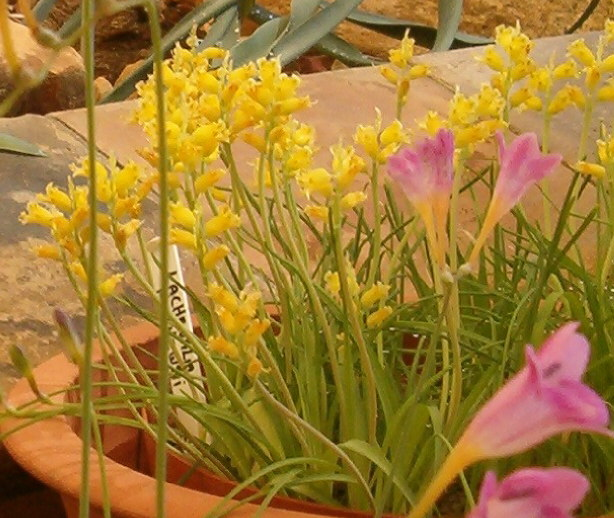